# Резалин, Александр Борисович
Александр Борисович Резалин (род. 1958) — русский актёр театра и кино, Заслуженный артист России (1999).

## Биография
Александр Борисович Резалин родился 22 сентября 1958 года в Москве в семье инженера Бориса Изидоровича Израельсона (1922—2006). Учился в английской школе, Московском институте инженеров железнодорожного транспорта. Отработал год инженером после окончания МИИТа, поступил в Школу-студию МХАТ. В 1985 году окончил Школу-студию МХАТ (курс А.А Попова и В. П. Маркова).
С 1985 по 1989 год Александр Резалин был актёром театра «Сатирикон». В 1989 году перешёл в Театр-кабаре «Летучая мышь». С 1995 по 2004 год служил в театре Луны.
С января 2016 года — в труппе Театра на Таганке.
В кино Александр Резалин дебютировал в 1990 году ролью Клода в фильме «Чернов/Chernov».
С 2011 года Александр Резалин — режиссёр и педагог в Мастерской Н. Л. Скорика.
С 2012 года доцент кафедры режиссуры и мастерства актёра в МГИК, преподаёт: мастерство актёра, режиссура в танце, основы актёрского мастерства в хореографии, основы режиссуры.
Победитель в номинации «Лучшая мужская роль» на IV Международном фестивале «Белая Вежа» (2001).

## Признание и награды
- Заслуженный артист Российской Федерации (1999)
- Заслуженный артист Республики Дагестан (2014)[5].
- Медаль ордена «За заслуги перед Отечеством» II степени (19 сентября 2019 года) — за заслуги в развитии отечественной культуры и искусства, многолетнюю плодотворную деятельность[6]
- Знак отличия «За безупречную службу городу Москве» XXX лет (19 мая 2025 года) — за многолетнюю плодотворную деятельность на благо города Москвы и москвичей[7]

## Творчество

### Роли в театре

#### Дипломные спектакли
- 1985 — «Зойкина квартира» М. А. Булгаков. Режиссёр: Евгений Радомысленский — Аметистов, Мёртвое тело
- 1985 — «Ложь на длинных ногах». Режиссёр: Мокеев — Либеро

#### Театр на Таганке
- 2017 — «Мастер и Маргарита» М. А. Булгаков. Режиссёр: Юрий Любимов — Воланд[8]

#### Театр «Сатирикон»
- 1984 — «Лица». Режиссёр: Валерий Фокин
- 1988 — «Геркулес, или Авгиевы конюшни». Режиссёры: Константин Райкин, А. Аркадин-Школьник — Филей
- 1992 — «Мнимый больной» Ж.-Б. Мольер. Режиссёр: — Александр Горбань — Клеант

#### Театр-кабаре «Летучая мышь»
- 1989 — «Чтение новой пьесы». Режиссёр: Григорий Гурвич — актёр
- 1989 — «Я степую по Москве». Режиссёр: Григорий Гурвич — Автор, другие роли
- 1995 — «Сто лет кабаре». Режиссёр: Григорий Гурвич — Русский кабаретьер

#### Другие театры
- 1986 Нищий, или смерть Занда (Юрий Олеша) / Занд, Мицкевич (реж. — Б. Тудаков / Театр-студия «В старом парке»)
- 1994 Византия (Николай Гумилёв) / Имр (реж. — С. Проханов / Театр Луны)
- 1994 Мечты маленького Робинзона (О. Михайлова) / Отец, Пират, Шаман (реж. — С. Проханов / Театр Луны)
- 1995 Кукареку (И. Б. Зингер) / Иона Мейр (реж. — А. Резалин)
- 1995 Сны Взрослого Робинзона / Гай (реж. — С. Проханов / Театр Луны)
- 1995 Фауст (Гёте) / Мефистофель (реж. — Койфман / Театр Луны)
- 1997 Сон на конец света (Елена Гремина) / грек (реж. — Г. Стрелков / Театральный центр им. М. Н. Ермоловой)
- 1998 Контракт на убийство (Ф. Вебер) / Вольф (реж. — А. Горбатый / Московская Гильдия Актёров Театра и Кино)
- 1998 Таис Сияющая / Дарий (реж. — С. Проханов / Театр Луны)
- 1998 Тёмные аллеи (Иван Бунин) / Николай Платоныч (реж. — И. Древалев / Театр на Малой Бронной)
- Призраки (Эдуардо Де Филиппо) (реж. — А. Горбатый / Московская Гильдия Актёров Театра и Кино)
- Любовник / Ричард (реж. — Роман Виктюк)
- 2001 Старый новый Фауст (И. В. Гёте, Т. Манн, К. Марло) / Мефистофель (реж. — С. Проханов / Театр Луны)
- 2003 Идеальное преступление (Р. Тома) / Патрис (реж. — А. Васютинский / Московская Гильдия Актёров Театра и Кино)
- 2003 Романтики (Эдмон Ростан) / Страфорель (реж. — К. Нерсисян / Старый Театр)
- 2003 Закрыто по случаю счастливого брака (или Идеальное преступление) (Р. Тома) / Патрис (реж. — А. Васютинский / Московская Гильдия Актёров Театра и Кино)
- 2004 Париж спросонья (Ж.-М. Шевре) / Самир (реж. — Т. Ахрамкова /LA’Театр)
- 2004 Поминальная молитва, или Скрипач на крыше (Григорий Горин) / Менахем-Мендл (В. Назаров / Музыкальный театр п/р В. Назарова)
- 2004 Весёлые ребята / Фраскини (В. Крамер / ТА «БалАст»)
- 2007 «Сыновья его любовницы» / Роберто (О. Анохина / ПЦ «Оазис»)
- 2014 «Ромео и Джульетта» / Эскал (князь Веронский) (реж. Никита Высоцкий / Мастерская Н.Л.Скорика)

### Роли в кино
- 1986 — Ягуар — санитар
- 1990 — Чернов/Chernov — Клод
- 1991 — Танго со смертью
- 1993 — Предсказание
- 1994 — Подлинный художник, истинный артист, настоящий убийца — Алек Климонтович
- 1996 — Маркиз де Сад — Латур
- 1999 — Небо в алмазах — Ихтиандр
- 1999 — Шутить изволите? — художник
- 1999 — Китайский сервизъ — Максуд Хундамов
- 2000 — Салон красоты — сексолог Либидовский
- 2001 — Идеальная пара — официант Гера
- 2001 — Мамука
- 2002 — Мужская работа 2 — Али
- 2002 — Ледниковый период — Валентин Долгачёв
- 2002 — Зажигайка — режиссёр
- 2003 — Сыщики 2 — снайпер-наводчик
- 2003 — Театральный блюз — Вадим Щеглов
- 2004 — Нежное чудовище — Валерий Гладышев
- 2004 — Странствия и невероятные приключения одной любви — тележурналист
- 2004 — Красная площадь — Акопян
- 2004 — Любительница частного сыска Даша Васильева. фильм "Эта горькая сладкая месть" — Валерий Левитан
- 2004 — Московская сага — генерал Нугзар Ломадзе
- 2005 — 2007 — Обречённая стать звездой — Размик Гера
- 2005 — Под Большой медведицей  — Борис Игнатов, адвокат
- 2005 — Авантюристка — Юрий Пеньков, журналист
- 2005 — Есенин — Мани-Лейб
- 2006 — Возмездие
- 2006 — Богиня прайм-тайма — Гийом
- 2006 — Билет в гарем — Додик Фишман
- 2006 — В ритме танго — доктор
- 2007 — Тяжёлый песок — Иосиф Рахленко
- 2007 — Личная жизнь доктора Селивановой — Леонид Ковальсон
- 2008 — Ставка на жизнь — ювелир
- 2008 — Сезон туманов
- 2008 — Спящий и красавица — зав.отделением
- 2008 — Тайные знаки — ведущий
- 2009 — Когда падают горы — Саша Разовский
- 2009 — Земля обетованная от Иосифа Сталина — Илья Эренбург
- 2011 — Чёрные волки — Вадим Юровский, работник котельной, бывший адвокат
- 2011 — Жуков — Анастас Микоян
- 2012 — Легавый — Богдан Кобулов
- 2012 — Чкалов — Серго Орджоникидзе[9]
- 2013 — Бретёр — Режиссёр Игры
- 2013 — Редкая группа крови — Эдуард
- 2014 — Гетеры майора Соколова — Мальсагов («Князь») бывший штабс-капитан
- 2015 — Город — Илья Соломонович Гольдман ("Жид")
- 2016 — Убежать, догнать, влюбиться — Давид Георгиевич
- 2016 — Мурка — Хейфиц
- 2016 — Шакал — Яков Леонидович, главврач больницы
- 2017 — Холодное танго — Кацман
- 2017 — Неизвестный — Александр Викторович Хачатурян, сотрудник архива
- 2017 — Власик. Тень Сталина — Анастас Микоян
- 2018 — Частица вселенной — председатель комиссии
- 2020 — Водоворот — Джафаров, судмедэксперт
- 2024 — Внутри убийцы — доктор Сафразьян, консультант Следственного комитета

### Озвучивание
- 2017 — StarCraft: Remastered — Тёмный архонт[10]

### Телевидение
- «Весёлые ребята» — участник (в выпуске «Вечер пародий» показывал пластические этюды)
- Оба-на! (Первый канал, 1991-1993 г.) - разные роли.
- «Куклы» (НТВ, 1994 г.) — 1 выпуск (озвучивание)
- «На ночь глядя» (РТР, 1997 г.) — ведущий[2]

Тайные знаки ТВ 3 2008 г.исторические личности и правители России.

### Мультфильмы
- 2007 — Рататуй — адвокат (роль Тедди Ньютона)